# Episodi di Diavoli (prima stagione)
La prima stagione della serie televisiva Diavoli (Devils), composta da dieci episodi, è stata trasmessa in prima visione assoluta sul canale satellitare italiano Sky Atlantic dal 17 aprile al 15 maggio 2020. Gli episodi sono inoltre stati trasmessi in simulcast sul canale Sky Cinema Uno.
In Francia è andata in onda su OCS dal 18 aprile al 16 maggio 2020.
| nº | Titolo originale | Titolo italiano | Prima TV originale |
| -- | ---------------- | --------------- | ------------------ |
| 1  | Episode 1        | Episodio 1      | 17 aprile 2020     |
| 2  | Episode 2        | Episodio 2      | 17 aprile 2020     |
| 3  | Episode 3        | Episodio 3      | 24 aprile 2020     |
| 4  | Episode 4        | Episodio 4      | 24 aprile 2020     |
| 5  | Episode 5        | Episodio 5      | 1º maggio 2020     |
| 6  | Episode 6        | Episodio 6      | 1º maggio 2020     |
| 7  | Episode 7        | Episodio 7      | 8 maggio 2020      |
| 8  | Episode 8        | Episodio 8      | 8 maggio 2020      |
| 9  | Episode 9        | Episodio 9      | 15 maggio 2020     |
| 10 | Episode 10       | Episodio 10     | 15 maggio 2020     |

## Episodio 1
- Diretto da: Nick Hurran
- Scritto da: Alessandro Sermoneta, Mario Ruggeri, Elena Bucaccio e Guido Maria Brera (soggetto); Alessandro Sermoneta, Mario Ruggeri, Elena Bucaccio, Guido Maria Brera, Christopher Lunt e Michael A. Walker (sceneggiatura)

### Trama
Massimo Ruggero, giovane trader di talento, fa guadagnare enormi profitti all'enorme colosso bancario ove lavora, l'American New York – London Bank (NYL), speculando sulla crisi economica della Grecia. Dominic Morgan, il suo capo e mentore, lo esalta, e gli annuncia che è in lizza per un posto di vice CEO all'interno dell'istituto finanziario. Deve battere però la concorrenza di Edward Stuart, veterano della banca e collega che non vede di buon occhio Massimo.
Ad un party che tende a festeggiare i guadagni che il giovane ha fatto fruttare alla sua banca, Massimo riceve attraverso una chiave d'albergo l'invito a salire in una camera di essa. Vi entra e parte la musica con una fanciulla mascherata che comincia a provocarlo. Questa lo lega e quando lei ancheggia di spalle lui nota un tatuaggio e riconosce nella seduttrice Carrie, la sua ex moglie. Lei fugge seminuda, lui non riesce ad acciuffarla e tra mille dubbi torna dai suoi amici coi quali era al party e li porta in ufficio raccontando quello che è accaduto: il pensiero è univoco, è stato organizzato per allontanarlo con uno scandalo dal ruolo di vice CEO.
Correndo in Ferrari Massimo chiama il professor Wade chiedendogli un favore. Mentre il trader raggiunge l'ultimo domicilio dell'ex moglie senza trovare indizi utili, Wade recluta un suo allievo tanto brillante quando furbo, quale Oliver Harris, che vive sostenendo esami per altri a pagamento. Alla NYL stanno valutando una operazione in Medio Oriente, si chiuderà il giorno in cui verrà annunciato il nuovo vice CEO. Massimo mette in guardia i suoi uomini e ordina loro di shortare. L'obiettivo si chiama Davenport e alla conferenza, con Oliver in incognito. Ma c’è anche Edward Stuart che rivela a John Davenport che lo stanno shortando. Segue un duro battibecco tra i due aspiranti vice CEO in ascensore, con Stuart che ricorda a Massimo di come la finanza era migliore prima che arrivasse lui.
In garage ritrova una giornalista e blogger argentina: Sofia Flores. Ella ritenta invano un'intervista che il trader le aveva già negato in precedenza. Massimo la invita a cena a casa sua per chiarire al meglio la situazione sulla crisi economica greca, ma prima va in un bar a incontrare Oliver. Si accordano per spiare un incontro tra Stuart, Davenport e un giornalista. Chiede poi notizie della sua ex moglie senza ricevere alcuna risposta.
Massimo riceve poi Sofia a cena, capendo le molte informazioni che ella ha su di lui riguardo alla sua vita privata, e la congeda senza dirle nulla riguardo alla crisi greca. Controlla infine le registrazioni di casa sua per verificare le eventuali introduzioni di microfoni da parte della giornalista. Non ne trova ma teme che la sua squadra, composta da Eleanor, Kalim e Paul sia stata hackerata. Chiede al secondo dei tre di effettuare verifiche senza coinvolgere la sicurezza.
Mentre Dominic commemora il figlio John, arruolatosi e morto in guerra per poter fuggire dal padre, Massimo accompagna Nina, la moglie di Dominic a casa, per poi rientrare alla cerimonia. Trova Dominic a colloquio con Stuart, che a sua volta lo allerta di un complotto di Massimo alle sue spalle. Intanto Oliver prenota un tavolo vicino a quello di Stuart, Davenport ed un giornalista per poter spiare le loro conversazioni. Riferisce poi a Massimo della malattia neuromotoria di Davenport, e viene mandato ancora una volta dal trader ad indagare sulla sua ex moglie.
Massimo scopre la verità sulla blogger Sofia Flores; questa lavora per un gruppo anarchico chiamato Subterranea e la sera della cena ha lasciato una microspia tra le sue mura di casa. La reinvita nuovamente a cena e per non denunciarla le chiede di fare diventare virale la notizia della malattia di Davenport. Questa si sparge e gli investimenti crollano. Stuart furibondo osserva il gruppo di Ruggero e mentre questo confabula a Massimo arriva una telefonata: Oliver gli ha trovato l'ex moglie. Vive tra i senzatetto ed è in crisi, e viene portata in ospedale proprio mentre Davenport conferma pubblicamente la sua malattia. Massimo riceve poi la brutta notizia da Dominic, di non poter avere quel ruolo da vice CEO a causa della sua ex moglie. A colloquio finito un corpo vola dall'alto della struttura bancaria schiantandosi bruscamente a terra. È quello di Edward Stuart.
- Guest star: Ben Miles (Edward Stuart), Jemma Powell (Claire Stuart), Tom McKay (Chris Bailey), Lorna Brown (Vicky Bale), Mark O'Halloran (Henry Winks), Chris Reilly (Alex Vance), Kevin Eldon (John Davenport), Ken Stott (Professor Wade).

## Episodio 2
- Diretto da: Nick Hurran
- Scritto da: Ben Harris, Alessandro Sermoneta, Mario Ruggeri, Elena Bucaccio, Guido Maria Brera, Christopher Lunt e Michael A. Walker (soggetto); Ben Harris, Alessandro Sermoneta, Mario Ruggeri, Christopher Lunt e Michael A. Walker (sceneggiatura)

### Trama
Ad una partita di squash all'interno di un campo costruito in una stanza dell'azienda, Massimo e Dominic discutono sul suicidio di Edward Stuart. Poi si congedano e mentre Morgan si reca a Washington, Massimo inizia a indagare sul suicidio dell'ex collega. Sente di essere stato incastrato nella vicenda e medita di lasciare la NYL. A tal proposito si mette in contatto con Li Acheng, un magnate cinese. Ritrova Sofia nei garage della banca che lo accusa di averla usata per il suicidio di Stuart. Massimo replica che ha solo divulgato la malattia di Davenport tramite le informazioni ricevute dalla stessa ragazza che gliele aveva date. La avverte poi di essere estraneo ai fatti del suicidio e chiede alla blogger un contatto al Guardian per poter infangare la NYL. Sofia informa Daniel Duval, il suo capo e fondatore di Subterranea, durante una conferenza sulle manipolazioni a Roma. Per saperne di più sul suicidio, Massimo manda Oliver da Nina, per poter ritirare il computer di Stuart, e violarlo con poche ore che ha a disposizione. Anche la polizia inizia a indagare sul suicidio di Stuart, iniziando con l'interrogare la vedova, e chiede poi di esaminare il suo pc, che non trova. Massimo invece indica ai suoi di vendere dollari e acquistare euro dopo un discorso di Dominique Strauss-Kahn e continua le trattative con Acheng per portare lui ed il suo team alle sue dipendenze. Il magnate però vuole soltanto Massimo, senza la sua squadra. Non vuole un giorno essere pugnalato alle spalle come potrebbe accadere a Morgan. Quest' ultimo intanto è informato sui movimenti del suo ex pupillo attraverso Paul, ricattato in precedenza dopo essere stato inquadrato nei bagni dell'azienda con una ragazza poco più che adolescente. Per non perdere lavoro e matrimonio, è costretto a confessare i recenti movimenti di Massimo a suo danno. In ospedale a trovare l’ex moglie, Massimo riceve da Oliver i dati estrapolati da quet' ultimo dal portatile di Stuart in una chiavetta. Sopraggiunge poi Sofia e informa il trader che una giornalista del Guardian, Hilary Mason, è disposta ad incontrarlo. Dopo aver dimostrato le abilità finanziarie di Oliver ai suoi amici, Massimo informa loro delle ultime novità riguardo al suicidio, alla sua ex moglie e all'incontro avuto con Acheng, poi esamina il contenuto della chiavetta. Scopre che due ore dopo la morte di Ed qualcuno è entrato nel suo pc e ha cancellato il file che portava il suo nome. Alex Vance, collaboratore e guardia del corpo di Dominic, va a casa del suo capo per raccontargli quello che sta accadendo: il CEO non perde la calma ma è turbato, sa che se trovano i bilanci per la NYL è la fine di tutto. Chiama immediatamente Li Acheng e gli dice che sa dell'incontro che ha avuto con Massimo. Quest’ultimo non va all'appuntamento con Sofia e la giornalista del Guardian, ma va a incontrare Claire Stewart che gli rivela che Ed non voleva la promozione e si era già dimesso dalla NYL. Dominic sapeva e gli ha celato la notizia, Massimo chiede spiegazioni e il CEO risponde che era per proteggerlo. Il giovane è scettico anche quando Dominic sottolinea che le dimissioni sono state un atto dovuto per non infangare il suo nome quando sarebbero emersi i bilanci falsificati. Partono da qui i sospetti sul gesto di Ed Stuart: non come un suicidio, ma come un omicidio. Massimo smaschera Paul e lo allontana dal suo team. Dominic Strauss-Kahn si dimette in seguito a uno scandalo sessuale. Poco dopo Massimo viene avvertito riguardo alla morte della ex moglie.
- Guest star: Jemma Powell (Claire Stuart), Tom McKay (Chris Bailey), Lorna Brown (Vicky Bale), Mark O'Halloran (Henry Winks), Chris Reilly (Alex Vance).

## Episodio 3
- Diretto da: Nick Hurran
- Scritto da: Alessandro Sermoneta, Mario Ruggeri, Elena Bucaccio, Guido Maria Brera, Tommaso De Lorenzis, Christopher Lunt e Michael A. Walker (soggetto); Alessandro Sermoneta, Mario Ruggeri, Christopher Lunt e Michael A. Walker (sceneggiatura)

### Trama
Massimo pensa che la sua ex sia stata uccisa. Oliver, sospettato dalla polizia di aver rubato il pc di Stuart, entra a far parte ufficialmente del suo team al posto di Paul. Sofia riferisce a Massimo di aver scoperto che Morgan fa affari con la Libia e che incontrerà a cena uno dei vertici del Libyan Investment Authority, il fondo sovrano libico, Samir Al Maghrabi. L'anarchica si intrufola al galà, seduce il libico e poi lo stordisce cercando di evitare di finirci a letto; fa poi uscire la notizia sul Guardian. Morgan in una conferenza stampa nega di aver appoggiato il regime di Muʿammar Gheddafi e sostiene che Al Maghrabi si sia già dissociato. Intanto Oliver durante l'interrogatorio nega di essersi impossessato del computer e la polizia capisce che Stuart è stato spinto iniziando a sospettare di Massimo.
- Guest star: Ben Miles (Edward Stuart), Jemma Powell (Claire Stuart), Tom McKay (Chris Bailey), Lorna Brown (Vicky Bale), Mark O'Halloran (Henry Winks), Chris Reilly (Alex Vance), Diarmaid Murtagh (Robert McKenna).

## Episodio 4
- Diretto da: Nick Hurran
- Scritto da: Alessandro Sermoneta, Mario Ruggeri, Elena Bucaccio, Guido Maria Brera, Tommaso De Lorenzis, Christopher Lunt e Michael A. Walker (soggetto); Alessandro Sermoneta, Mario Ruggeri, Christopher Lunt e Michael A. Walker (sceneggiatura)

### Trama
In un flashback la piccola Sofia rivive il suicidio del fratello Ramiro in una banca durante la crisi Argentina nel 2001. Massimo si rivolge a un investigatore privato per scoprire di più su Carrie. Al centro dei pensieri di Morgan ci sono ora i rapporti con la Rheinthaler, una delle
più grandi banche tedesche, e la crisi in Irlanda.
Chris Bailey, nuovo aspirante alla carica di vice-CEO della NYL e nuovo pupillo di Morgan, incontra la detective Bale. La polizia prima interroga Massimo e poi Paul. Un informatore racconta a Sofia che dietro alla vicenda di Gheddafi non c’è la NYL, che i video delle fosse comuni sono di dieci anni prima e sono stati usati per favorire la guerra e la fine del regime. Ruggero in ascensore aggredisce Bailey poiché lo ha provocato. L'investigatore privato di Massimo viene comprato dall'avvocato di Morgan per bloccare le sue ricerche su Carrie. Il team di Ruggero se ne frega delle sue direttive e shorta l'Irlanda commettendo un errore perché le banche irlandesi verranno nazionalizzate. È Sofia a continuare le ricerche su Carrie. Proprio mentre Massimo è di nuovo sotto interrogatorio per il dossier presentato dalla vedova Stuart, il caso passa a un'altra sezione.
- Guest star: Jemma Powell (Claire Stuart), Tom McKay (Chris Bailey), Lorna Brown (Vicky Bale), Mark O'Halloran (Henry Winks), Diarmaid Murtagh (Robert McKenna), Ken Stott (Professor Wade).

## Episodio 5
- Diretto da: Nick Hurran
- Scritto da: Alessandro Sermoneta, Mario Ruggeri, Elena Bucaccio, Guido Maria Brera, Christopher Lunt e Michael A. Walker (soggetto); Alessandro Sermoneta, Mario Ruggeri, Elena Bucaccio (sceneggiatura)

### Trama
In un flash back vediamo la scalata di Massimo alla NYL e i problemi di droga e alcool di Carrie. Bailey cerca di tagliare fuori Ruggero mettendolo in cattiva luce ma Morgan lo allontana seccato. Nina Morgan è sparita con i figli di Claire Stewart e così Massimo e Dominic si mettono a cercarla: la donna si trova sulla scogliera vicino al cottage dove portava suo figlio da bambino e dove anni prima aveva fatto l'amore con Ruggero. Dominic fa capire a Massimo di sapere ciò che è successo tra i due anni prima e lo ringrazia perché ciò ha rinsaldato il suo matrimonio; inoltre dice di sapere ciò che ha fatto il suo team e lo ammonisce. Massimo fa sesso con Sofia ma non sa di essere ripreso.
Guest star: Ben Miles (Edward Stuart), Jemma Powell (Claire Stuart), Tom McKay (Chris Bailey), Chris Reilly (Alex Vance), Ken Stott (Professor Wade).

## Episodio 6
- Diretto da: Jan Maria Michelini
- Scritto da: Alessandro Sermoneta, Mario Ruggeri, Elena Bucaccio, Guido Maria Brera, Christopher Lunt e Michael A. Walker (soggetto); Alessandro Sermoneta, Mario Ruggeri (sceneggiatura)

### Trama
Massimo, risvegliatosi dopo la notte di fuoco con Sofia, le rivela di volersi impossessare dei documenti di Stuart. Dominic ha ben chiaro come hanno manovrato Massimo e il suo team e li mette in un angolo con la nomina di Bailey a vice-CEO e a sorpresa di Paul McGinnan come Head of Trading. Ruggero viene così demansionato e viene minacciato da Morgan: se deciderà di dimettersi e andare a lavorare per la concorrenza verrà denunciato. Oliver ha paura di essere denunciato per hackeraggio; Morgan lo mette alla prova con un compito non facile ma lui lo spiazza dimostrando che PIIGS, ovvero maiali, sono Portogallo, Irlanda, Italia, Grecia e Spagna e cioè tutti paesi con enormi debiti. Massimo e Sofia giungono a un accordo: l'italiano deve fare da spia per Subterranea all'interno della NYL e in cambio Duval riuscirà a fargli avere i documenti di Stuart; Ruggero però va dalla detective Bale e le offre la possibilità di arrestare l'hacker in cambio delle carte di Stuart. Massimo viene messo al corrente dal suo investigatore privato riguardo alla triste storia di Sofia e al rapporto con Duval; un suo collega gli ricorda poi di aver speculato nel 2001 proprio sulla crisi argentina a causa della quale il fratello Ramiro si era suicidato. La polizia vuole arrestare anche Sofia per favoreggiamento oltre a Duval e così Massimo fa saltare l'operazione mettendo in salvo la ragazza. Poco dopo incontrerà comunque Duval che si è intrufolato a casa sua e riceve poi la visita di Sofia che gli consegna le carte di Stuart, rubate da casa della detective Bale. Oliver vede in TV che parlano proprio dei PIIGS.
- Guest star: Tom McKay (Chris Bailey), Lorna Brown (Vicky Bale), Mark O'Halloran (Henry Winks), Chris Reilly (Alex Vance).

## Episodio 7
- Diretto da: Jan Maria Michelini
- Scritto da: Alessandro Sermoneta, Mario Ruggeri, Elena Bucaccio, Guido Maria Brera, Peter Jukes, Christopher Lunt e Michael A. Walker (soggetto); Alessandro Sermoneta, Mario Ruggeri e Peter Jukes (sceneggiatura)

### Trama
Analizzando i documenti di Stuart emerge un CDO da 52 miliardi di dollari con la firma digitale falsificata di Massimo; poco dopo Sofia aggiorna Duval al telefono non sapendo di essere seguita. Dominic riceve la visita del Global CEO di NYL che non sembra entusiasta del suo lavoro. Massimo riunisce con urgenza il suo team per scoprire cosa c’è dietro. Duval allerta Sofia del fatto che è pedinata e così lei fugge salendo su un bus sopra il quale trova il suo mentore. In Bavaria Becker non risponde più a Morgan e così il CEO chiede a Massimo di shortare sulla banca tedesca, un loro partner. La detective Bale fa visita alla moglie di Stuart. Oliver si vede costretto a fare da spia per Dominic perché lui ha la prova video della sua azione di hackeraggio. Sofia trova altro materiale e Massimo decide di partire per la Moldavia chiedendo a Eleanor di fare delle ricerche sulla centrale nucleare di Novareni; ad accompagnarlo c’è proprio la Flores intenta a scoprire chi c’è dietro alla morte del fratello. Non trovando informazioni a Chișinău, i due si dirigono verso la centrale e riescono ad avere la meglio su un'auto che li attacca. Di notte, mentre dorme in motel, Massimo sogna di scontrarsi con il padre e di essere accoltellato dal fratello di Sofia. Becker negli uffici della NYL affronta a muso duro Morgan ma si trova in una posizione debole: la sua banca dovrebbe allinearsi riguardo allo short sul debito dell'Italia. Massimo e Sofia trovano la centrale che doveva essere l'asset messo a garanzia del CDO miliardario ma è dismessa: la frode è chiara ma il problema è che c’è la firma digitale di Ruggero che è stato così incastrato da Morgan; la Flores non vuole metterlo nei guai e decide di non pubblicare le foto dicendo a Duval che non ha scoperto niente. Ruggero attacca Morgan smascherandolo: aveva offerto il posto da vice-CEO a Stuart per tenerlo buono poiché aveva scoperto la truffa dei CDO con cui teneva a bada Becker ma l'uomo aveva rifiutato per poi essere ucciso; il CEO lo avverte del fatto che se vuole far parte del futuro dovrà ascoltarlo altrimenti lo annienterà. Becker tornato in Bavaria si suicida ed è suo figlio a trovare il cadavere.
- Guest star: Jemma Powell (Claire Stuart), Tom McKay (Chris Bailey), Lorna Brown (Vicky Bale), Mark O'Halloran (Henry Winks), Chris Reilly (Alex Vance).
- Altri interpreti: Gianni Parisi (Enea Ruggero).

## Episodio 8
- Diretto da: Jan Maria Michelini
- Scritto da: Ben Harris, Alessandro Sermoneta, Mario Ruggeri, Elena Bucaccio, Guido Maria Brera, Tommaso De Lorenzis, Christopher Lunt e Michael A. Walker (soggetto); Ben Harris, Alessandro Sermoneta, Mario Ruggeri e Elena Bucaccio (sceneggiatura)

### Trama
Massimo, accompagnato da Sofia, è a Cetara per far visita al padre Enea morente in ospedale: l'uomo gli dice che la banca gli vuole sequestrare le barche per insolvenza ma non vuole soldi da lui ma solo che tenga lontani i creditori. Mentre Massimo viene preso di mira nel paesino, Sofia non ha vita facile con Duval che le sta addosso perché non si fida più e perlustra casa sua.
Intanto a Londra arriva Franco Iannone del Tesoro italiano per l'asta dei bond: nonostante le rassicurazioni date, Dominic confessa a Eleanor di voler affossare l'Italia mandando su tutte le furie il rappresentante italiano. Oliver riesce a convincere il manager italiano Sarti a sostenerli ma fa prendere il merito a Eleanor; i due festeggiano facendo sesso. Intanto Massimo a Cetara è stato preso a pugni da Stefano al porto: Ruggero racconta a Sofia di aver fatto annegare suo padre dopo avergli rubato la barca quando era ragazzo e che, in cambio di soldi per Enea, si era preso la colpa al posto dell'amico Vincenzo, figlio di un uomo importante e ora sindaco del paesino, finendo al carcere minorile. Intanto la ragazza torna in Inghilterra dopo aver salutato Massimo con un bacio; mentre giunge la notizia che Morgan sta attaccando l'Italia, Massimo resta a Cetara. Sofia trova ad attenderla a casa Duval che vuole sapere perché gli ha nascosto i documenti e le foto della centrale nucleare. In ospedale il padre di Massimo prima di morire decide di lasciare tutte le sue barche, tranne una, a Stefano come risarcimento; poco dopo proprio Massimo brucia l'imbarcazione che lo ha segnato per la vita.
- Guest star: Tom McKay (Chris Bailey), Lorna Brown (Vicky Bale), Mark O'Halloran (Henry Winks).
- Altri interpreti: Gianni Parisi (Enea Ruggero), Marco Palvetti (sindaco di Cetara), Antonio Zavatteri (Franco Iannone), Pietro Ragusa (Francesco Sarti).

## Episodio 9
- Diretto da: Jan Maria Michelini
- Scritto da: Ben Harris, Alessandro Sermoneta, Mario Ruggeri, Elena Bucaccio, Guido Maria Brera, Christopher Lunt e Michael A. Walker (soggetto); Ben Harris (sceneggiatura)

### Trama
Massimo vuole porre fine alla carriera di Morgan collaborando con Duval: racconterà alla stampa la verità sulla morte di Stuart ma lui in cambio non dovrà rendere pubblici i documenti che porterebbero sul lastrico milioni di persone per il fallimento di due banche.
Dominic viene a sapere della frequentazione tra Massimo e Sofia, rappresentante di Subterranea, e la cosa lo turba non poco. Ruggero stesso confessa a Morgan di frequentare la ragazza e aggiunge che fa finta di stare dalla parte di Duval per impossessarsi delle carte del CDO; Dominic è sorpreso e aggiunge che il suo futuro dipende esclusivamente dal recupero di quei documenti. Per continuare a spiare Massimo, Oliver pretende un vero contratto da trader. Massimo e Sofia incontrano la giornalista del Guardian la quale però dice che servono delle prove concrete riguardo alla morte di Stuart. Con uno stratagemma Massimo riesce a recuperare dei file dal server della NYL grazie a un pc collegato da Kalim. Intanto Eleanor tiene lontano Oliver il quale prova a entrare nell'account di Kalim che se ne accorge e lo sbugiarda davanti a tutti; Harris ha problemi anche con la fidanzata che ha capito di essere stata tradita e se ne va. Nina Morgan incontra Claire Stuart che non è convinta del suicidio del marito. Massimo pressa Sofia affinché recuperi il CDO da Duval e si scontra con Eleanor che ha capito bene cosa sta tramando; la sua fedelissima si sente tradita e racconta così a Oliver che l'italiano sta facendo hackerare i server della banca da Duval. Questo però sta scaricando file oltre il concordato ovvero algoritmi per il trading ad alta frequenza e Massimo se la prende con Sofia: la ragazza è disorientata, affronta il suo capo e lo fa arrestare. Oliver, per avere il nuovo contratto, mette al corrente Morgan su ciò che sta facendo Massimo: l'italiano però vuole farla da furbo facendo ricadere la colpa dell'hackeraggio su Paul ma il CEO non si fa fregare e lo licenzia.
- Guest star: Ben Miles (Edward Stuart), Jemma Powell (Claire Stuart), Tom McKay (Chris Bailey), Lorna Brown (Vicky Bale), Mark O'Halloran (Henry Winks), Chris Reilly (Alex Vance).

## Episodio 10
- Diretto da: Jan Maria Michelini
- Scritto da: Alessandro Sermoneta, Mario Ruggeri, Elena Bucaccio, Guido Maria Brera, Tommaso De Lorenzis, Christopher Lunt e Michael A. Walker (soggetto); Alessandro Sermoneta, Mario Ruggeri, Guido Maria Brera, Tommaso De Lorenzis (sceneggiatura)

### Trama
Le carte del CDO non sono state trovate e così Morgan incontra Duval per dissuaderlo e gli promette che tornerà in libertà prima del previsto in cambio della consegna del documento. L'hacker incontra Sofia e le mostra un documento che dimostra che Massimo ha creato la situazione che ha portato al suicidio di suo fratello. Massimo dice a Kalim ed Eleanor che per salvare la situazione serve l'intervento della Banca Centrale Europea e shortare i tedeschi; Dominic viene a saperlo e li fa sorvegliare da Bailey chiedendo poi al World CEO di chiamare i tedeschi con l'obiettivo comune di distruggere l'Euro. La casa di Sofia viene messa sottosopra da un uomo di Duval all ricerca delle carte del CDO che lei però dice di non avere. Ruggero dice a Oliver di comprare i bond dei PIIGS che frutteranno milioni e in cambio il ragazzo gli fa sapere che il giorno in cui Stuart è morto Nina Morgan era in banca: Massimo la affronta e lei confessa di averlo spinto giù mentre stava litigando con Dominic. Arriva poi Morgan che gli dice che ha perso poiché la BCE non interverrà e che a casa loro non è più il benvenuto. Poco dopo però Mario Draghi prende posizione e dice che la BCE farà tutto il necessario per salvare l'Euro per la felicità di Massimo. Nina viene arrestata davanti a Dominic mentre Massimo nella sala del consiglio direttivo viene ricevuto dal Wolrd Ceo Jeremy Stonehouse che ammette di averlo sottovalutato dicendogli di volerlo come CEO. Il professor Wade racconta a Massimo che anche lui come Dominic fa parte del club che decide tutto chiamato “il tredicesimo piano”. Oliver fa cambiare idea a Latoya chiedendole di sposarlo. Massimo dice a Sofia che prenderà il posto di Dominic per cambiare le cose ma lei non gli crede e gli dice che farà di tutto per distruggerlo. Ruggero comunque dice ad Alex che non vuole che le venga fatto qualcosa per riavere il CDO. Viene poi accolto alla NYL con gli applausi mentre Dominic se ne va scortato dalla sorveglianza. Mentre sta per essere ufficializzata la sua nomina a CEO, Massimo viene avvisato dalla detective Bale che Sofia è stata uccisa da un pirata della strada.
- Guest star: Ben Miles (Edward Stuart), Jemma Powell (Claire Stuart), Tom McKay (Chris Bailey), Lorna Brown (Vicky Bale), Mark O'Halloran (Henry Winks), Chris Reilly (Alex Vance), Diarmaid Murtagh (Robert McKenna).